# نادي المريخ (نيالا)
نادي المريخ الرياضي المعروف أيضا باسم المريخ نيالا فرسان دارفور، هو نادي كرة قدم سوداني وهو نادي أساسي في نيالا، السودان.